# Guillermo Betancourt
Guillermo Betancourt Scull (19 de julho de 1963) foi atleta da seleção cubana de esgrima, campeão Mundial por equipes em 1991 e medalhista de prata por equipes nos Jogos Olímpicos de Barcelona, 1992.

## Biografia
Nasceu em Santiago de Cuba, começou a treinar aos 12 anos na Escola de Iniciação Esportiva Escolar - EIDE, aos 16 anos foi para a Escola Superior de Preparação de Atleta - ESPA em Havana, onde se destacou e foi incorporado à seleção nacional juvenil e, em seguida, à seleção nacional adulta.
Betancourt se destacou desde jovem e foi convocado para os Jogos Olímpicos de Moscou, em 1980. Nas décadas de 80 e 90 conquistou grandes resultados, dentre os quais: campeão centro americano (1985), campeão dos Jogos Pan-Americanos, (1987 e 1991), campeão mundial universitário (1987, 1989 e 1991), campeão mundial (1991), vice-campeão nos Jogos Olímpicos de barcelona, em 1992, além de se tornar medalhista em diferentes edições da Copa do Mundo da Esgrima e outros torneios internacionais.
Mudou-se para o Brasil como treinador do Esporte Clube Pinheiros na década de 90, foi treinador da Federação Paulista de Esgrima e formou diversos atletas de destaque nacional e internacional.
Em 2019 fundou a Associação Guilhermo Betancourt Esgrima e firmou parceria com o Sport Club Corinthians Paulista para treinar atletas nas diferentes categorias. A academia está localizada na rua Treze de Maio, 1062 – Bela Vista, São Paulo – SP, 01327-020.